# Peter Blythe
Peter Blythe (* 14. September 1934; † 27. Juni 2004) war ein britischer Charakterschauspieler, und in Großbritannien bekannt als Samuel ‚Soapy Sam‘ Ballard in der Fernsehserie Rumpole of the Bailey.

## Biografie
Peter Blythe wurde in der nordenglischen Grafschaft Yorkshire geboren. Nach seinem Dienst in der Royal Air Force erhielt er ein Stipendium und studierte Drama an der Royal Academy of Dramatic Art. Er begann seine professionelle Karriere als Repertoire-Schauspieler an der Living Theatre Company, dem Nottingham Playhouse und der Royal Shakespeare Company. Sein West-End-Debüt gab er im Jahr 1965. Er lebte acht Jahre mit der Schauspielkollegin Harriet Walter zusammen. Als sie ihre Hochzeit planten, verstarb er jedoch.

## Film und Fernsehen
Blythe machte sich in Kinofilmrollen rar und war gewöhnlich nur in kleinen Nebenrollen zu sehen. Seine wichtigste Rolle spielte er in seinem letzten Film The Luzhin Defence im Jahr 2000. Er spielte auch in den Hammer Film Produktionen A Challenge for Robin Hood und Frankenstein Created Woman. Sein erfolgreichster Film war Carrington aus dem Jahr 1995.
Im Fernsehbereich hingegen war er in dutzenden Fernsehserien, Miniserien und Fernsehfilmen zu sehen. Seine bekannteste Rolle war die des Samuel Ballard in der Fernsehserie Rumpole of the Bailey (1983–1992). Gastrollen spielte er in Episoden von Mit Schirm, Charme und Melone, UFO, Callan, Ein Fall für Scotland Yard, Poirot, Inspector Morse, Maigret, Between the Lines, Pie in the Sky, Goodnight Sweetheart, Dalziel and Pascoe und Foyle's War.  Seine Miniserienauftritte umfassten Barchester Towers, After the War und The Alan Clark Diaries.

## Filmografie (Auswahl)
- 1961: Der Tag, an dem die Erde Feuer fing (The Day the Earth Caught Fire)
- 1966: Der Gentleman-Zinker (Kaleidoscope)
- 1966, 1967: Mit Schirm, Charme und Melone (The Avengers) (Fernsehserie, 2 Folgen)
- 1967: Der Mann mit dem Koffer (Man in a Suitcase) (Fernsehserie, 1 Folge)
- 1967: Frankenstein schuf ein Weib (Frankenstein Created Woman)
- 1967: Robin Hood, der Freiheitsheld (A Challenge for Robin Hood)
- 1969, 1972: Callan (Fernsehserie, 2 Folgen)
- 1970: UFO (Fernsehserie, 2 Folgen)
- 1973: Van der Valk (Fernsehserie, 1 Folge)
- 1983; Detektei Blunt (Agatha Christie’s Partners in Crime)
- 1992: Inspektor Morse, Mordkommission Oxford (Inspector Morse) (Fernsehserie, 1 Folge)
- 1992: Agatha Christie’s Poirot (Fernsehserie, 1 Folge)
- 1995: Carrington – Liebe bis in den Tod (Carrington)
- 2000: Lushins Verteidigung (The Luhsin Defence)

## Theater (Auswahl)
Blythe war zeitweilig Partner des Regisseurs Peter Hall und des Bühnenschriftstellers Alan Ayckbourn.
- The Creeper (St.Martins Theatre, 1965)
- So What About Love? (Criterion Theatre, 1969)
- The Chairman (Globe Theatre, 1976)
- Number One (The Queen’s, 1984)
- Julius Caesar (Compass Theatre Company, UK Tour, 1990)
- King Lear (Peter Hall Company im Old Vic Theatre, 1997)
- Hay Fever (Savoy Theatre, 1999)
- Hamlet (Royal National Theatre, US Tour und einige UK Aufführungen, 2001)
- Mrs. Warrens Profession (Strand Theatre, 2002)
- Humble Boy (Gielgud Theatre, 2002)
- Henry V. (National Theatre/Olivier Theatre, 2003)

## Schriftsteller
Eines von Blythes Stücken, Tom, Dick, und Harry, wurde am Theatre in the Round im Jahr 1972 aufgeführt. Er schrieb auch die zwei Poesiebände Spring und The Light.